# Tatiana Tomashova
Tatiana Tomashova (Perm, Rusia, 1 de julio de 1975) es una atleta rusa, especialista en la prueba de 1500 m, con la que ha logrado ser campeona del mundo en 2003 y en 2005.

## Carrera deportiva
Ha ganado dos medallas de oro en la prueba de 1500 metros, en los mundiales de París 2003 —por delante de la turca Süreyya Ayhan y la británica Hayley Tullett— y en Helsinki 2005, con un tiempo de 4:00.35 segundos, por delante de su compatriota la también rusa Olga Yegorova y de la francesa Bouchra Ghezielle.
Además ha logrado una medalla de plata en las Olimpiadas de Atenas 2004 también en la prueba de 1500 metros.